# یواس‌اس دکانویدا (وای‌تی‌بی-۳۳۴)
یواس‌اس دکانویدا (وای‌تی‌بی-۳۳۴) (به انگلیسی: USS Dekanawida (YTB-334)) یک کشتی بود که طول آن ۱۴۲ فوت ۰ اینچ (۴۳٫۲۸ متر) بود. این کشتی در سال ۱۹۰۴ ساخته شد.